# Jóan Edmundsson
Jóan Símun Edmundsson (ur. 26 lipca 1991 w Toftir na Wyspach Owczych) – farerski piłkarz występujący na pozycji ofensywnego pomocnika w klubie Odense BK oraz reprezentacji swojego kraju.

## Kariera klubowa
Jóan Edmundsson jest wychowankiem klubu B68 Toftir. Grał w pierwszej drużynie od 2008 do 2009 roku i strzelił w tym czasie 10 bramek w 50 spotkaniach pierwszej ligi. Swój pierwszy mecz rozegrał 20 marca 2008 przeciwko B71 Sandoy w ramach drugiej rundy Pucharu Wysp Owczych 2008, który jego drużyna przegrała 1:2. Zagrał pełne 90 minut. Występował też wówczas w składzie drugim (1.deild), gdzie w trzech meczach zdobył dwa gole. W grudniu 2009 roku do końca sezonu wypożyczył go angielski klub Newcastle United.
Jego pierwszym meczem dla nowej drużyny było spotkanie towarzyskie przeciwko Hibernian F.C. Po kilku meczach zadecydowano by podpisać z Edmundssonem umowę na nadchodzący sezon, czego dokonano w lipcu 2010 roku. Jego pierwszym meczem było towarzyskie, przedsezonowe spotkanie z Norwich City, przegrane przez Newcastle United 1:2. Edmundsson zastąpił w 72. minucie Harisa Vučkicia. 7 stycznia 2011 roku wypożyczono go na 28 dni do klubu Gateshead F.C., gdzie zagrał po raz pierwszy już dzień później w spotkaniu przeciwko Kidderminster Harriers F.C. Edmundsson rozegrał łącznie 6 spotkań dla Gateshead F.C. i strzelił jedną bramkę, 15 stycznia w wygranym 6:0 spotkaniu FA Trophy przeciwko Hampton & Richmond Borough F.C.
18 lutego 2012 roku Jóan Símun Edmundsson po przejściu pozytywnie testów medycznych podpisał oficjalnie dwuletni kontrakt z norweskim klubem Viking FK. Po raz pierwszy pojawił się na boisku 22 kwietnia w 62. minucie wygranego 1:0 meczu Tippeligaen przeciwko Strømsgodset IF. Po trzech spotkaniach w roku 2012 wypożyczono go do końca sezonu duńskiemu klubowi drugoligowemu FC Fredericia, dla którego rozegrał osiem spotkań, nie zdobywając żadnej bramki. W roku 2013 rozegrał kolejne siedem meczów w barach Vikinga, a następnie zakończył współpracę z klubem. Swego jedynego gola dla norweskiej drużyny zdobył w meczu rozgrywek o Puchar Norwegii, 29 maja 2013 podczas przegranego 2:4 meczu przeciwko Bryne FK.
Edmundsson zdecydował się powrócić do rodzimej ligi i 22 lutego 2014 roku podpisał kontrakt z klubem AB Argir. Pierwsze spotkanie dla nowego klubu rozegrał już 15 marca. Jego drużyna pokonała wówczas w meczu wyjazdowym pierwszej kolejki Effodeildin 2014 Víkingur Gøta 2:0, a Edmundsson zdobył w 22. minucie pierwszego gola. Ostatecznie dla AB Argir rozegrał dziewięć spotkań i strzelił dwie bramki, by pod koniec czerwca 2014 podpisać kontrakt z HB Tórshavn, w którym gra obecnie. Do końca sezonu 2014 w jedenastu spotkaniach strzelił dla klubu sześć bramek. Na początku 2015 przeszedł do Vejle BK, a na początku 2016 – do Odense BK.

## Kariera reprezentacyjna
Jóan Símun Edmundsson po raz pierwszy reprezentował swój kraj 19 października 2006 roku w wyjazdowym meczu eliminacji do Mistrzostw Europy U-17 przeciwko Szwajcarii (0:1). Rozgrywał następnie kolejne mecze w ramach reprezentacji U-17 (9 spotkań) i U-19 (3 spotkania). W 2009 roku zadebiutował w reprezentacji U-21, dla której w okresie 2009–2012 zdobył trzy gole w dziewięciu spotkaniach, między innymi w pierwszej minucie meczu przeciwko Rosji 9 czerwca 2009.
W reprezentacji seniorskiej zadebiutował 12 sierpnia 2009 roku w meczu eliminacji do Mistrzostw Świata 2010 przeciwko Francji. Wyspy Owcze przegrały wówczas na Tórsvøllur 0:1, a Jóan Símun Edmundsson grał od 29. minuty, kiedy zastąpił Christiana Holsta. Swego pierwszego gola dla reprezentacji strzelił w przegranym 1:2 meczu z Estonią 11 sierpnia 2010, w czasie eliminacji do Euro 2012. Kolejna jego bramka padła w towarzyskim spotkaniu z Gibraltarem, które Wyspy Owcze wygrały 4:1, trzecia zaś w wygranym z Grecją 1:0 meczu eliminacji do Euro 2016.
| Mecze i gole w reprezentacji | Mecze i gole w reprezentacji | Mecze i gole w reprezentacji      | Mecze i gole w reprezentacji | Mecze i gole w reprezentacji | Mecze i gole w reprezentacji | Mecze i gole w reprezentacji |
|                              | Data                         | Stadion, miasto                   | Przeciwnik                   | Gol                          | Wynik                        | Rozgrywki                    |
| ---------------------------- | ---------------------------- | --------------------------------- | ---------------------------- | ---------------------------- | ---------------------------- | ---------------------------- |
| 1.                           | 12.08.2009                   | Tórsvøllur, Tórshavn              | Francja                      |                              | 0:1                          | elim. MŚ 2010                |
| 2.                           | 21.03.2010                   | Íþróttafélagið Kórinn, Kópavogur  | Islandia                     |                              | 0:2                          |                              |
| 3.                           | 04.06.2010                   | Stade Alphonse Theis, Hesperange  | Luksemburg                   |                              | 0:0                          |                              |
| 4.                           | 11.08.2010                   | A. Le Coq Arena, Tallinn          | Estonia                      | (1:0)                        | 1:2                          | elim. ME 2012                |
| 5.                           | 03.09.2010                   | Tórsvøllur, Tórshavn              | Serbia                       |                              | 0:3                          | elim. ME 2012                |
| 6.                           | 07.09.2010                   | Stadio Artemio Franchi, Florencja | Włochy                       |                              | 0:5                          | elim. ME 2012                |
| 7.                           | 08.10.2010                   | Stadion Stožice, Lublana          | Słowenia                     |                              | 1:5                          | elim. ME 2012                |
| 8.                           | 12.10.2010                   | Svangaskarð, Toftir               | Irlandia Północna            |                              | 1:1                          | elim. ME 2012                |
| 9.                           | 16.11.2010                   | Pittodrie Stadium, Aberdeen       | Szkocja                      |                              | 0:3                          |                              |
| 10.                          | 03.06.2011                   | Svangaskarð, Toftir               | Słowenia                     |                              | 0:2                          | elim. ME 2012                |
| 11.                          | 10.08.2011                   | Windsor Park, Belfast             | Irlandia Północna            |                              | 0:4                          | elim. ME 2012                |
| 12.                          | 02.09.2011                   | Tórsvøllur, Tórshavn              | Włochy                       |                              | 0:1                          | elim. ME 2012                |
| 13.                          | 06.09.2011                   | Stadion Partizana, Belgrad        | Serbia                       |                              | 1:3                          | elim. ME 2012                |
| 14.                          | 15.08.2012                   | Laugardalsvöllur, Reykjavík       | Islandia                     |                              | 0:2                          |                              |
| 15.                          | 07.09.2012                   | AWD-Arena, Hanower                | Niemcy                       |                              | 0:3                          | elim. MŚ 2014                |
| 16.                          | 12.10.2012                   | Tórsvøllur, Tórshavn              | Szwecja                      |                              | 1:2                          | elim. MŚ 2014                |
| 17.                          | 16.10.2012                   | Tórsvøllur, Tórshavn              | Irlandia                     |                              | 1:4                          | elim. MŚ 2014                |
| 18.                          | 22.03.2013                   | Ernst-Happel-Stadion, Wiedeń      | Austria                      |                              | 0:6                          | elim. MŚ 2014                |
| 19.                          | 07.06.2013                   | Aviva Stadium, Dublin             | Irlandia                     |                              | 0:3                          | elim. MŚ 2014                |
| 20.                          | 11.06.2013                   | Friends Arena, Solna              | Szwecja                      |                              | 0:2                          | elim. MŚ 2014                |
| 21.                          | 14.08.2013                   | Laugardalsvöllur, Reykjavík       | Islandia                     |                              | 0:1                          |                              |
| 22.                          | 06.09.2013                   | Astana Arena, Astana              | Kazachstan                   |                              | 1:2                          | elim. MŚ 2014                |
| 23.                          | 10.09.2013                   | Tórsvøllur, Tórshavn              | Niemcy                       |                              | 0:3                          | elim. MŚ 2014                |
| 24.                          | 11.10.2013                   | Tórsvøllur, Tórshavn              | Kazachstan                   |                              | 1:1                          | elim. MŚ 2014                |
| 25.                          | 15.10.2013                   | Tórsvøllur, Tórshavn              | Austria                      |                              | 0:3                          | elim. MŚ 2014                |
| 26.                          | 01.03.2014                   | Victoria Stadium, Gibraltar       | Gibraltar                    | (1:1)                        | 4:1                          |                              |
| 27.                          | 07.09.2014                   | Tórsvøllur, Tórshavn              | Finlandia                    |                              | 1:3                          | elim. ME 2016                |
| 28.                          | 11.10.2014                   | Windsor Park, Belfast             | Irlandia Północna            |                              | 0:2                          | elim. ME 2016                |
| 29.                          | 14.10.2014                   | Tórsvøllur, Tórshavn              | Węgry                        |                              | 0:1                          | elim. ME 2016                |
| 30.                          | 14.11.2014                   | Stadion Karaiskákis, Pireus       | Grecja                       | (1:0)                        | 1:0                          | elim. ME 2016                |

## Statystyki kariery
(aktualne na dzień 18 listopada 2014)
| Klub               | Sezon              | Liga                  | Liga  | Liga   | Puchar kraju | Puchar kraju | Puchar ligi | Puchar ligi | Europa | Europa | Inne  | Inne   | Suma  | Suma   |
| Klub               | Sezon              | Liga                  | Mecze | Bramki | Mecze        | Bramki       | Mecze       | Bramki      | Mecze  | Bramki | Mecze | Bramki | Mecze | Bramki |
| ------------------ | ------------------ | --------------------- | ----- | ------ | ------------ | ------------ | ----------- | ----------- | ------ | ------ | ----- | ------ | ----- | ------ |
| B68 Toftir         | 2008               | Formuladeildin        | 23    | 4      | 1            | 0            | –           | –           | –      | –      | –     | –      | 24    | 4      |
| B68 Toftir         | 2008               | 1. deild Wysp Owczych | 3     | 2      | –            | –            | –           | –           | –      | –      | –     | –      | 3     | 2      |
| B68 Toftir         | 2009               | Vodafonedeildin       | 25    | 6      | 1            | 0            | –           | –           | –      | –      | –     | –      | 26    | 6      |
| B68 Toftir         | Ogólnie            | Ogólnie               | 51    | 12     | 2            | 0            | 0           | 0           | 0      | 0      | 0     | 0      | 53    | 12     |
| Newcastle United   | 2009/2010          | Championship          | 0     | 0      | 0            | 0            | 0           | 0           | –      | –      | 0     | 0      | 0     | 0      |
| Newcastle United   | 2010/2011          | Premier League        | 0     | 0      | 0            | 0            | 0           | 0           | –      | –      | 0     | 0      | 0     | 0      |
| Newcastle United   | Ogólnie            | Ogólnie               | 0     | 0      | 0            | 0            | 0           | 0           | 0      | 0      | 0     | 0      | 0     | 0      |
| Gateshead F.C.     | 2010/2011          | Conference National   | 5     | 0      | 0            | 0            | 0           | 0           | –      | –      | 1     | 1      | 6     | 1      |
| Gateshead F.C.     | Ogólnie            | Ogólnie               | 5     | 0      | 0            | 0            | 0           | 0           | 0      | 0      | 1     | 1      | 6     | 1      |
| Viking FK          | 2012               | Tippeligaen           | 2     | 0      | 1            | 0            | 0           | 0           | –      | –      | 0     | 0      | 3     | 0      |
| Viking FK          | 2013               | Tippeligaen           | 6     | 0      | 1            | 1            | 0           | 0           | –      | –      | 0     | 0      | 7     | 1      |
| Viking FK          | Ogólnie            | Ogólnie               | 8     | 0      | 2            | 1            | 0           | 0           | 0      | 0      | 0     | 0      | 10    | 1      |
| FC Fredericia      | 2012/2013          | 1. division           | 8     | 0      | 0            | 0            | 0           | 0           | –      | –      | 0     | 0      | 8     | 0      |
| FC Fredericia      | Ogólnie            | Ogólnie               | 8     | 0      | 0            | 0            | 0           | 0           | 0      | 0      | 0     | 0      | 8     | 0      |
| AB Argir           | 2014               | Effodeildin           | 9     | 2      | 0            | 0            | 0           | 0           | –      | –      | 0     | 0      | 8     | 0      |
| AB Argir           | Ogólnie            | Ogólnie               | 9     | 2      | 0            | 0            | 0           | 0           | 0      | 0      | 0     | 0      | 9     | 2      |
| HB Tórshavn        | 2014               | Effodeildin           | 11    | 6      | 0            | 0            | 0           | 0           | 4      | 1      | 0     | 0      | 15    | 7      |
| HB Tórshavn        | Ogólnie            | Ogólnie               | 11    | 6      | 0            | 0            | 0           | 0           | 4      | 1      | 0     | 0      | 15    | 7      |
| Ogólnie w karierze | Ogólnie w karierze | Ogólnie w karierze    | 92    | 20     | 4            | 1            | 0           | 0           | 4      | 1      | 1     | 1      | 101   | 23     |